# Antoni Drogoszewski
Antoni Drogoszewski (ur. 13 czerwca 1902 w Świnnie, zm. ?) – starszy strażnik Straży Granicznej w II Rzeczypospolitej.

## Życiorys
Urodził się 13 czerwca 1902 w miejscowości Świnna znajdującej się na terenie Rosji, w rodzinie Antoniego oraz Marii z domu Grabowska. W 1918 w Żytomierzu ukończył Gimnazjum im. Tadeusza Czackiego. W tym samym roku wstąpił w szeregi III Korpusu Polskiego, którym dowodził gen. Eugeniusz de Henning-Michaelis. W Korpusie służył w artylerii konnej. Członek POW na Ukrainie w latach 1918–1919. 
W szeregi Wojska Polskiego wstąpił w 1919, w którym przydzielono go do 2 baterii w 5 dywizjonie artylerii konnej. 5 kwietnia 1922 mając już stopień plutonowego przeniesiony został do rezerwy. Od roku 1922 do 1931 pracował w kraju w różnych przedsiębiorstwach jako prywatny urzędnik. 
W grudniu 1931 został funkcjonariuszem Straży Granicznej w Przemyślu w tamtejszym Małopolskim Inspektoracie Okręgowym. a 7 grudnia 1931 został zaprzysiężony do służby w siedzibie Inspektoratu Granicznego „Kołomyja”. W okresie od 5 grudnia 1931 do 15 kwietnia 1932 odbywał służbę na terenie Placówki Straży Granicznej I linii „Jasieniów Polny”. 15 kwietnia 1932 w Centralnej Szkole Straży Granicznej znajdującej się w Górze Kalwarii ukończył XVIII kurs doszkolenia dla szeregowych. Od 2 listopada 1933 do 29 listopada 1936 pełnił służbę w Placówce Straży Granicznej II linii „Kołomyja”. Od 30 września 1936 do 20 lipca 1937 ponownie był w służbie wywiadowczej, w Placówce II linii „Kołomyja”. W CS SG w Rawie Ruskiej w dniu 10 lipca 1937 ukończył VI Kurs Doszkolenia, a 21 lipca został zastępcą kierownika Placówki II Linii „Kołomyja”, które to obowiązki wykonywał do 14 lutego 1938. W dniu następnym został mianowany jej kierownikiem. 
Z lat 1932–1938 zachowały się listy kwalifikacyjne, w których oceniono Antoniego Drogoszewskiego bardzo dobrze. Podkomisarz R. Szabłowski sporządził w 1938 następującą charakterystykę:

”(…) Dobry wykonawca, posiada umiejętności podchodzenia do ludzi w pracy wywiadowczej i granicznej, dość dobrze wyszkolony zasługuje na awans (…).

 Dalsze losy starszego strażnika Drogoszewskiego nie są znane.

## Ordery i odznaczenia
- Krzyż Niepodległości[1]
- Krzyż Walecznych
- Brązowy Krzyż Zasługi
- Medal Pamiątkowy za Wojnę 1918–1921
- Medal Dziesięciolecia Odzyskanej Niepodległości
- Odznaka Pamiątkowa Straży Granicznej